# Kila
Kila, auch regionsabhängig Kile oder Kiloz, war ein ungarisches Volumenmaß und wurde in der Region Miskolc für einen Kübel bezeichnet. In den verschiedenen Donauregionen war es der Preßburger Metzen.
- Drawe-Region: 1 Kila = 8 Oßma entsprach 3 ½ Preßburger Metzen
- 1 Diakowarer Kila = 4 Preßburger Metzen
- Kroatien: 1 Kila = 120 Okka
- Kroatien: 1 Kila = 1,914 Hektoliter oder 1 Liter = 0,523 Kila (kroat.)
- Slawonien: 1 Kila = 2,18757 Hektoliter oder 1 Liter = 0,457 Kila (Slawonien)